# (1247) Memoria
(1247) Memoria es un asteroide perteneciente al cinturón de asteroides descubierto por Margueritte Laugier el 30 de agosto de 1932 desde el Real Observatorio de Bélgica, Uccle.

## Designación y nombre
Memoria se designó al principio como 1932 QA.
Más tarde, fue nombrado por la palabra latina de igual significado en español.

## Características orbitales
Memoria orbita a una distancia media de 3,132 ua del Sol, pudiendo acercarse hasta 2,587 ua. Su inclinación orbital es 1,778° y la excentricidad 0,1741. Emplea 2024 días en completar una órbita alrededor del Sol.